# Frank Lubin
Frank John Lubin (Los Angeles, 7 januari 1910 – Glendale, 8 juli 1999) was een Litouws-Amerikaans basketballer. Hij won met het Amerikaans basketbalteam de gouden medaille op de Olympische Zomerspelen 1936. In 1937 en 1939 won hij het Europees kampioenschap basketbal met het nationale team van Litouwen.
Lubin speelde voor UCLA, een team dat gesponsord werd door Universal Studios en een team met Twentieth Century Fox als sponsor. Met dit laatste team won hij in 1941 het nationale kampioenschap. Tijdens de Olympische Spelen speelde hij twee wedstrijden, inclusief de finale. Gedurende deze wedstrijden scoorde hij 22 punten. Na zijn carrière als speler werkte hij in de filmindustrie.
- Virtual International Authority File: 5292154260349624480000